# Léon Cogniet
Léon Cogniet (París, 29 de agosto de 1794 – París, 20 de noviembre de 1880) fue un pintor francés de estilo romántico y neoclásico conocido por sus litografías. Sus temas principales fueron el retrato y la historia.

## Biografía

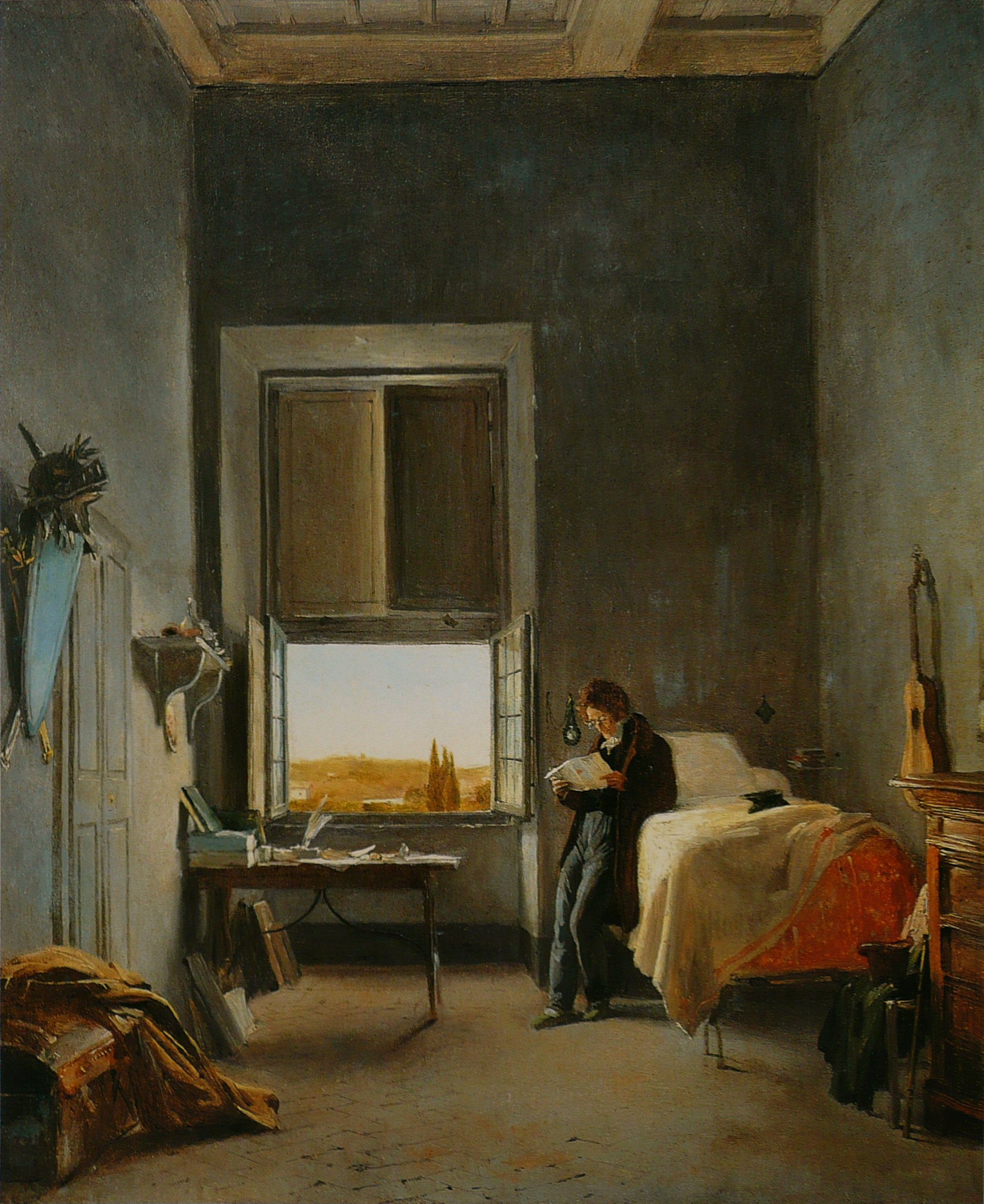
Autorretrato en la villa Médici

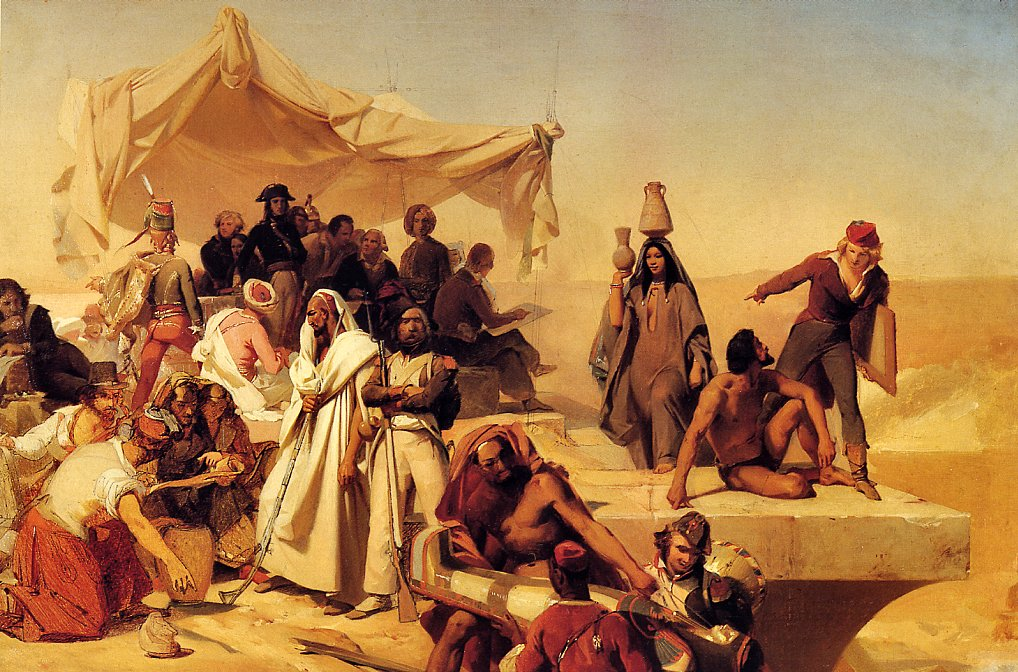
La expedición de Bonaparte a Egipto.

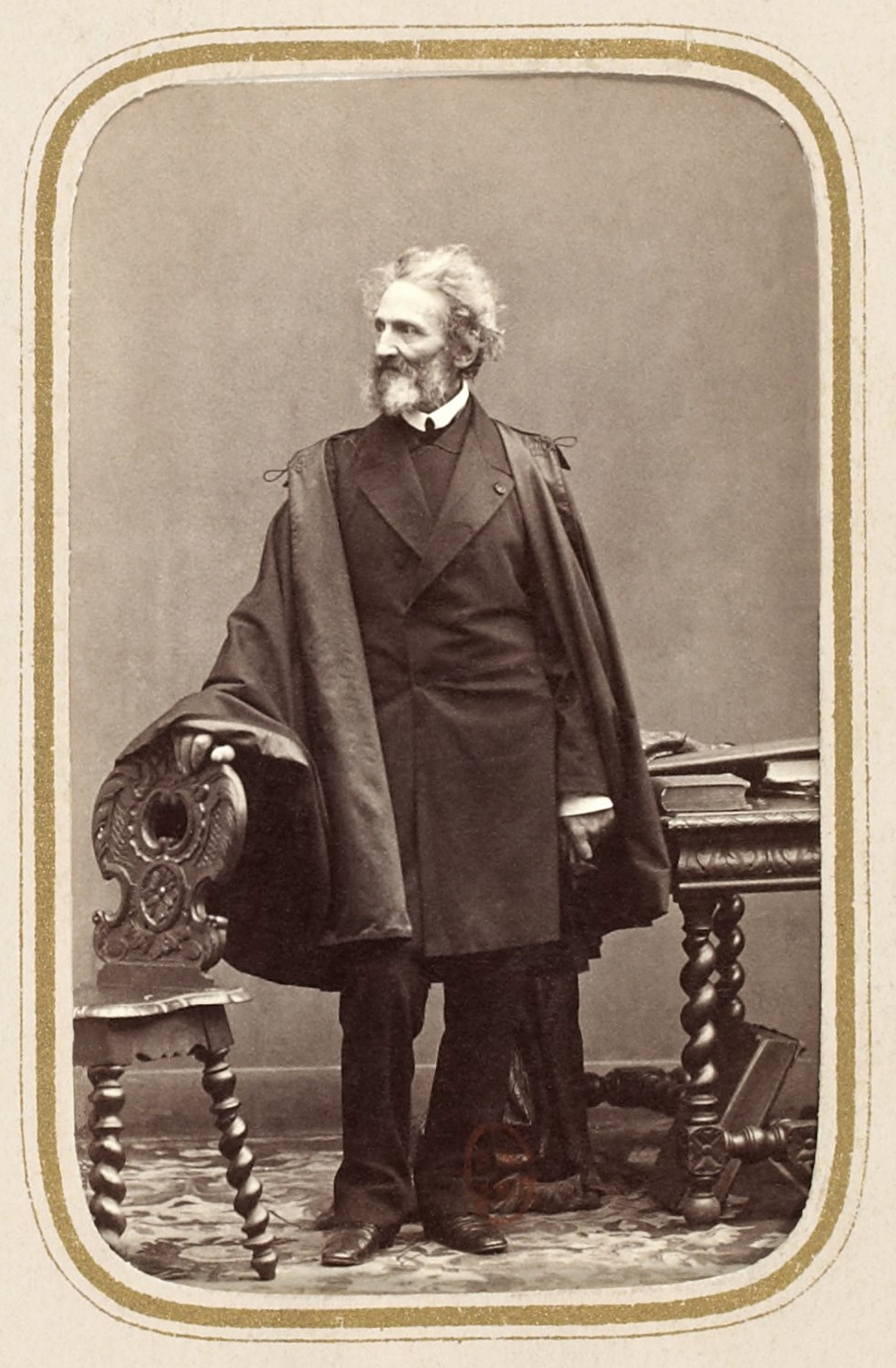
Léon Cogniet, ca. 1865.

En 1812 comenzó sus estudios en la École nationale supérieure des beaux-arts (Escuela de bellas artes) de París teniendo como maestro a Pierre-Narcisse Guérin y junto a Delacroix y Géricault, también frecuentaba el taller de Jean-Victor Bertin. En 1817 recibió el Premio de Roma por su cuadro Hélène délivrée par Castor et Pollux (Helena liberada por Cástor y Polux). Entre 1817 y 1822 realizó estudios en la Academia de Francia en Roma.
En 1827 realizó una serie de pinturas sobre la vida de San Esteban para la iglesia de San Nicolás de los Campos de París, y entre 1833 y 1835 pintó L’Expédition d’Egypte sous les ordres de Bonaparte (La expedición a Egipto bajo las órdenes de Bonaparte) sobre uno de los techos del Museo del Louvre. Su mayor éxito se produjo en 1843 con el cuadro titulado Le Tintoret peignant sa fille morte (Tintoreto pintando a su hija muerta), tras el que se dedicó al retrato y a la enseñanza. Su labor docente se desarrolló en el Liceo Louis-le-Grand, la École polytechnique y la École des Beaux-Arts (Escuela de Bellas Artes).

## Discípulos
Sus alumnos fueron muy numerosos, entre ellos se encuentran: Benjamin Netter (1811–1881), Charles Octave Blanchard (1814–1842), Jean-Louis-Ernest Meissonier (1815–1891), Alphonse Joseph Hippolyte Leveau (1815–1863), Charles Müller (1815–1892), Nils Blommér (1816–1853), Évariste Vital Luminais (1821–1896), Eugène Battaille (1817–1882), Louis Duveau (1818–1867), Rosa Bonheur (1822–1899), Alfred Dehodencq (1822–1882), Théodore-Auguste Rousseau (1825–¿?), Victor Nehlig (1830–1909), Étienne Xavier de Grisy (1831–1866), Rafael Castro Ordóñez (1830–1865), Amédée Rosier (1831–1898), Léon Bonnat (1833–1922), Claude Ferdinand Gaillard (1834–1887), Edmond Lebel (1834–1908), Pierre Auguste Cot (1837–1883), Tony Robert-Fleury (1837–1911), Jean-Paul Laurens (1838–1921), Raimundo Madrazo (1841–1920), Paul Antoine Charbonnel (1846–1916), Marcel-André Baschet (1862–1941), Émile Vernet-Lecomte (1821–1900), Martín Tovar y Tovar (1827-1902)

## Obras
Sus obras principales son:
- L'Artiste dans son studio à la Villa Medicis de Rome (El artista en su estudio en la villa Médici (1817), Cleveland Museum of Art.
- Scène du Massacre des Innocents (Escena de la matanza de los inocentes) (1824), Museo de Bellas Artes de Rennes.
- Marius sur les ruines de Carthage (Mario sobre las ruinas de Cartago) (1824), Museo de los Agustinos de Toulouse.
- Femme du pays des Esquimeaux (Mujer del país de los esquimales) (1826), Cleveland Museum of Art.
- L’Expédition d’Égypte sous les ordres de Bonaparte (1833–1835), techo del museo del Louvre.
- Jean-François Champollion (1831), Museo del Louvre.
- La Garde nationale de Paris part pour l’armée, septembre 1792 (La guardia nacional de París parte para el ejército, septiembre de 1792) (1836), Museo de Château de Versailles.
- Le Tintoret peignant sa fille morte (1843), Museo de Bellas Artes de Burdeos.
- Portrait de Maria Brignole-Sale De Ferrari (1856), Palazzo Rosso en Génova.